# Roberto Cammarelle
Roberto Cammarelle (* 30. července 1980 v Miláně, Itálie) je italský boxer, nastupující v supertěžké váze. Je olympijským vítězem z her 2008 v Pekingu.
Je vysoký 190 cm.

## Medaile z mezinárodních soutěží
- Olympijské hry - bronz 2004, zlato 2008, stříbro 2012
- Mistrovství světa - bronz 2005, zlato 2007 a 2009, bronz 2013
- Mistrovství Evropy - stříbra 2002, 2004 a 2011